# Mormonia phalanga
Mormonia phalanga là một loài bướm đêm trong họ Noctuidae.